# Catarctia rothschildi
Catarctia rothschildi är en fjärilsart som beskrevs av Sergius G. Kiriakoff 1955. Catarctia rothschildi ingår i släktet Catarctia och familjen tandspinnare. Inga underarter finns listade i Catalogue of Life.